# Cosmetic
I Cosmetic sono un gruppo musicale romagnolo formatosi nel 1996. Dal 2000 si attribuiscono il nome Cosmetic, che sta a significare "etica del cosmo".

## Storia
Nel 1997, tre ragazzi romagnoli tra i 16 e i 17 anni (Balz, Ico e Bart) con la passione per i Nirvana decidono di unirsi per formare una rock band. Uno dei primi nomi del gruppo è stato "Le Greppe". Nel 2000 si aggiunge a loro Cava, originario di San Marino, e il gruppo assume il nome Cosmetic.
Tra il 2001 e il 2007 il gruppo si fa conoscere con numerosi live, con la pubblicazione di 4 demo/EP e con la partecipazione alla compilation Tafuzzy Days '07 con il brano Routelli 66.
Nel 2006 il chitarrista Cava lascia il gruppo e così il gruppo decide di andare avanti come trio.
Nel 2007 pubblicano il primo disco Sursum Corda (Tafuzzy Records/Cane Andaluso). Lo stile della band si caratterizza di un misto tra shoegaze, musica psichedelica e noise. Subito dopo la pubblicazione del primo disco, entra nella band il chitarrista Motobecane. Nel corso dei mesi non tutto volge per il meglio e la band subisce una serie di modifiche nella formazione: Balz e Ico abbandonano, mentre subentrano Mone e Emily.
Nel 2008 pubblicano in free download un EP costituito da due brani dal titolo Bolgia celeste.
Nel 2009 viene pubblicato il secondo disco, che si intitola Non siamo di qui e che sancisce il passaggio a La Tempesta Dischi. Questo album contiene i due brani di Bolgia celeste più altre 9 canzoni, per un totale di 11 pezzi.
Dopo aver partecipato a numerosi festival e rassegne importanti nell'ambito indipendente come Maledetta Primavera e Neverland, nel gennaio 2011 viene pubblicato l'EP in vinile e free download In ogni momento, contenente 5 brani di cui 4 inediti.
Nell'aprile 2012 pubblicano l'LP Conquiste. A questo disco, pubblicato nuovamente per La Tempesta, partecipa in due pezzi Costanza (Be Forest).
Il 17 febbraio 2013 è la volta dell'EP di 4 tracce Arnia/Provincia (La Tempesta), pubblicato anche in vinile e reso disponibile in free download.
Nel marzo 2013 Erica Terenzi dei Be Forest sostituisce temporaneamente al basso Emily e Motobecane è sostituito alla chitarra da Sergio.
Nel mese di ottobre 2014 viene annunciata l'uscita del quarto LP, Nomoretato, che uscirà il 16 dicembre 2014 sempre per La Tempesta.
Il disco è stato realizzato in collaborazione con il produttore artistico Claudio Cavallaro, membro dei Granturismo.
Nel Novembre del 2016 il gruppo annuncia l'abbandono di Ivan e l'uscita del quinto disco, che verrà presentato l'11 Febbraio 2017 con un concerto al Grottarossa di Rimini. L'album, Core, esce sotto l'etichetta To Lose la Track in collaborazione con Dischi sotterranei.

## Formazione

### Formazione attuale
- Emanuele "Bart" Bartolini (aka Trab) – voce, chitarra (in precedenza batteria) (2000-presente)
- Ali(en) – basso, voce (2016-presente)
- Alessandro Straccia – chitarra, synth (2016-presente)
- Carl – batteria (2019-presente)

### Dal vivo
- Erica Terenzi – basso (2013, 2017)

### Ex componenti
- Balzo o Balzani – voce e chitarra (prima), batteria (dopo) (2000-2008)
- Ico – basso (2000-2008)
- Cava – chitarra (2000-2006)
- Motobecane o Pain (Simone Marzocchi) – chitarra, synth (2008-2013)
- Sergio Parias – chitarra (2012-2014)
- Valentina Ghini – basso (2015)
- Ivan Tonelli – chitarra (2014-2015)
- Emily Zhu – basso (2008-2014; 2016)
- Simone "Mone" Bartolini – batteria (2008-201?)

## Discografia

### Album in studio
- 2007 – Sursum Corda (Tafuzzy Rec/Cane Andaluso)
- 2009 – Non siamo di qui (La Tempesta Dischi)
- 2012 – Conquiste (La Tempesta Dischi)
- 2014 – Nomoretato (La Tempesta Dischi)
- 2017 – Core (To Lose la Track/Dischi Sotterranei)[5]
- 2019 – Plastergaze (To Lose la Track/Lady Sometimes Records)
- 2022 – Paura di piacere (To Lose la Track)

### EP
- 2008 – Bolgia celeste (digital download)
- 2011 – In ogni momento (La Tempesta Dischi, in free download)
- 2013 – Arnia/Provincia (La Tempesta Dischi, in free download)